# 6. Streichquartett (Beethoven)

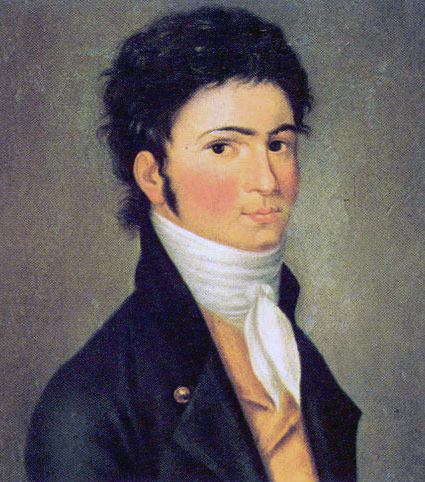
Beethoven-Porträt von Carl Traugott Riedel aus dem Jahr 1801.

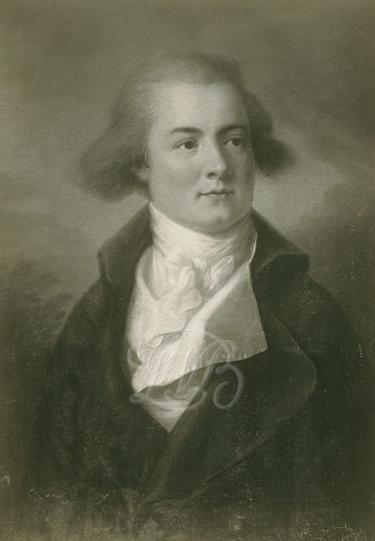
Franz Joseph Maximilian von Lobkowitz, Widmungsträger der Quartette op. 18, auf einem Ölgemälde von Friedrich Oelenhainz

Das Streichquartett Nr. 6 B-Dur op. 18,6 ist ein Streichquartett von Ludwig van Beethoven.

## Entstehung
Innerhalb der Gruppe op. 18 entstand das B-Dur-Quartett als letztes zwischen April und Sommer des Jahres 1800 und wurde auch als letztes veröffentlicht. Auftraggeber und Widmungsträger dieses wie auch der übrigen Quartette op. 18 ist Fürst Franz Joseph Maximilian von Lobkowitz.
Im Allgemeinen stimmt die Nummerierung der Quartette in der Opus-Zahl jedoch nicht mit der Reihenfolge der Entstehung der Quartette überein; vielmehr gibt die Nummerierung die Reihenfolge wieder, in der die Quartette gedruckt wurden.
Die Veröffentlichung des Quartetts erfolgte im Jahr 1801.

## Satzbezeichnungen
1. Allegro con brio (B-Dur)
2. Adagio ma non troppo (Es-Dur)
3. Scherzo. Allegro (B-Dur)
4. La Malinconia: Adagio – Allegretto quasi Allegro (B-Dur)

## Zur Musik

### Erster Satz
Der erste Satz hält sich an die Tradition der Sonatensatzform. Das Hauptthema besteht aus einem Doppelschlag und einem aufsteigenden Dreiklangmotiv in der ersten Violine. Die anderen Instrumente greifen den Doppelschlag auf; Achtel- und Viertelbewegungen der mittleren Instrumente begleiten das Hauptthema. Das Seitenthema der Exposition wechselt zwischen Dur und Moll. Beethoven macht für die Exposition eine von den Interpreten selten beachtete Tempovorgabe von 80 Schlägen pro Minute.
Die Durchführung greift zunächst den Doppelschlag wieder auf sowie das Hauptthema und versieht letzteres mit Moll-Effekten. Nachdem das Hauptthema erneut angeklungen ist, geht Beethoven in der Durchführung neue Wege, indem er die vorhandene Themensubstanz auf einfachste Elemente reduziert, um auf diese Weise neue Ausdrucksmöglichkeiten zu erschließen.
Die Reprise beginnt mit einem plötzlichen Sforzato; von energischen Sforzati wird auch hier das Doppelschlagmotiv begleitet. Der instabile Satzverlauf gelangt erst über Umwege zur Tonika.

### Zweiter Satz
Im zweiten Satz werden dreiteilige Liedform und Variationensatz kombiniert. Der Variationensatz folgt einem Prinzip, das in den langsamen Sätzen von Beethovens Streichquartett Nr. 7 F-Dur op. 59,1 und Streichquartett Nr. 8 e-Moll op. 59,2 fortgeführt wird: Die Variationen finden nicht in der Melodiestimme, sondern in den Begleitstimmen statt; ferner verfügen die Variationen über eine eigenwillige Rhythmik, die von Beethoven explizit als queste note ben marcate bezeichnet wurde.
Der Satz beginnt in bedächtigem 2/4-Takt. Die erste Violine stimmt ein liedhaftes Thema an, das von der zweiten Violine aufgegriffen wird. Der Hauptteil ist in dreiteiliger Liedart konzipiert und kontrastiert zum Mittelteil, der in es-Moll steht. Die Reprise kann sich nicht ganz vom Moll des Mittelteils lösen. Das Mollthema des Mittelteils wird sogar in der Coda wieder aufgegriffen. Dann wechselt die Coda abrupt nach C-Dur und endet in Es-Dur.
Der zweite Satz wurde lange Zeit bei der Analyse durch Musikwissenschaftler wie Wulf Konold, Herbert Schneider, Arnold Werner-Jensen und Hugo Riemann zugunsten des Adagio-Finales vernachlässigt.

### Dritter Satz
Der dritte Satz verunsichert in rhythmischer Hinsicht durch einen fehlenden gemeinsamen Taktschwerpunkt der vier Instrumente sowie durch eigenwillige Sforzati und drängende Synkopen; der sonst übliche Menuettcharakter fehlt ganz. Die Verwirrung entsteht nicht, wie oft vermutet wurde, durch das Gegenüber von Dreiviertel- und Sechsachteltakt; zudem lässt sich der Satz nur durch Orientierung am Dreivierteltakt durchspielen.
Im Gegensatz dazu werden im Trio die Taktschwerpunkte durch Auftaktsechzehntel in der Violinfigur kenntlich gemacht.

### Vierter Satz
Das den vierten Satz einleitende Adagio besteht aus zwei Teilen: Der erste Teil beginnt mit einer grüblerischen Melodie, die plötzlich endet und noch zwei weitere Male neu einsetzt. Der zweite Teil des Adagios startet als Fugato und endet seufzend.
Lewis Lockwood teilt die Ansicht von Professor Richard Kurth, dass das Finale des op. 18,6 von Wolfgang Amadeus Mozarts Dissonanzenquartett inspiriert ist; er sieht Parallelen in der langsamen Einleitung und dem harmonischen Ablauf beider Finalsätze. Richard Kurth äußerte seine Einschätzung in einem unveröffentlichten Vortrag, den er während eines Harvard-Seminars über die Streichquartette Beethovens hielt.
Mit der Vorgabe Questo pezzo si deve trattare colla più gran delicatezza wünscht Beethoven, dass der mit La Malinconia betitelte Satz mit dem größtmöglichen Feingefühl zu spielen sei. Der Begriff La Malinconia „Schwermut“ bezeichnet entgegen der ursprünglichen Annahme nicht nur den Adagio-Teil dieses Satzes, sondern das gesamte Finale des B-Dur-Quartetts.
Der zweite Teil des Quartettfinales ist ein Allegretto quasi Allegro im 3/8-Takt und soll laut der Metronomangabe von Beethoven aus dem Jahr 1818 mit einem Tempo von 88 Takten gespielt werden. Innerhalb des Allegretto-Teils kehrt das Adagio des Satzanfanges zweimal zurück. Der Musikwissenschaftler Carl Dahlhaus dagegen bezeichnet das Adagio lediglich als „Introduktion“, ohne aber seine Einschätzung zu begründen.
Die Wiederkehr des Adagio ist eines von mehreren Indizien dafür, dass der Allegretto-Teil nur eine scheinbare Erlösung von der Malinconia ist. Ein weiteres Indiz ist, dass der in Sonatensatzform stehende Satz keine Fortentwicklung beinhaltet, weil ihm die Durchführung fehlt. Zudem enthält die Reprise kaum Veränderungen. Das depressive Adagio einerseits und das hektische Allegretto andererseits symbolisieren verschiedene Ausdrucksformen ein und desselben Gemütszustandes.
Der Gegensatz zwischen Adagio und Allegretto veranlasste die Beethoven-Forschung, darin Parallelen zu Beethovens Biographie zu sehen. Demzufolge spiegelt dieser  Gegensatz die durch Beethovens Taubheit ausgelöste persönliche Lebenssituation wider, in der sich der Komponist zur Entstehungszeit des Quartetts befand. So schrieb er einerseits: „Ich kann sagen, ich bringe mein Leben elend zu, seit 2 Jahren fast meide ich alle gesellschaften“, und andererseits: „O es ist so schön das Leben tausendmal leben – für ein stilles – Leben, nein, ich fühl's, ich bin nicht mehr dafür gemacht“.
Die Herstellung eines Zusammenhangs zwischen der Biographie des Komponisten und der zeitgleich geschriebenen Musik wird auch kritisch gesehen. So spricht Carl Dahlhaus im Fall des B-Dur-Quartetts von „psychologisch-biographische[n] Räsonnements“, welche „für die Interpretation des musikalischen Werkes nicht von Belang seien“. Die gegenteilige Meinung wurde im Jahr 1994 von Hans Heinrich Eggebrecht in Zur Geschichte der Beethoven-Rezeption (Laaber, 1994) vertreten; und bereits 1865 hatte August Wilhelm Ambros geschrieben: „Wir stehen demzufolge bei Beethoven fast schon auf demselben Standpunkte, wie bei Göthe – wir betrachten seine Werke als den Commentar zu seinem Leben [...] ihr Leben als Commentar zu ihren Werken“.

### Belege
- Matthias Moosdorf: Ludwig van Beethoven. Die Streichquartette. 1. Auflage. Bärenreiter, 2007, ISBN 978-3-7618-2108-4.
- Gerd Indorf: Beethovens Streichquartette: Kulturgeschichtliche Aspekte und Werkinterpretation 2. Auflage. Rombach, 2007, ISBN 978-3-7930-9491-3.
- Harenberg Kulturführer Kammermusik. Bibliographisches Institut & F. A. Brockhaus AG, Mannheim 2008, ISBN 978-3-411-07093-0.
- Jürgen Heidrich: Die Streichquartette. In: Beethoven-Handbuch. Bärenreiter-Verlag, Kassel 2009, ISBN 978-3-476-02153-3, S. 173–218.
- Lewis Lockwood: Beethoven: Seine Musik – Sein Leben. Metzler, 2009, ISBN 978-3-476-02231-8, S. 124–130.

### Weiterführende Literatur
- Theodor Helm: Beethoven's Streichquartette. Versuch einer technischen Analyse dieser Werke im Zusammenhang mit ihrem geistigen Inhalt. Leipzig 1885.
- Ludwig van Beethoven: Werke. Neue Ausgabe sämtlicher Werke. Abteilung VI, Band 3 (op. 18, 1–6, erste Fassung von op. 18,1 und Streichquartettfassung der Klaviersonate op. 14), hrsg. vom Beethoven-Archiv Bonn (J. Schmidt-Görg u. a.), München Duisburg 1961ff.
- Joseph Kerman: The Beethoven Quartets. New York 1967.
- Boris Schwarz: Beethovens op. 18 und Haydns Streichquartette. In: Bericht über den internationalen musikwissenschaftlichen Kongreß. Bonn 1970, Kassel u. a. 1971, S. 75–79.
- Sieghard Brandenburg: Beethovens Streichquartette op. 18. In: Sighard Brandenburg, Martella Gutiérrez-Denhoff (Hrsg.): Beethoven und Böhmen. Bonn 1988, S. 259–302.
- Carl Dahlhaus: La Malincolia. In: Ludwig Finscher (Hrsg.): Ludwig van Beethoven. (= Wege der Forschung. Band 428). WBG, Darmstadt 1983, S. 200–211.
- Arno Forchert: Die Darstellung der Melancholie in Beethovens Op. 18,6. In: Ludwig Finscher (Hrsg.): Ludwig van Beethoven. (= Wege der Forschung. Band 428). WBG, Darmstadt 1983, S. 212–239.
- Herbert Schneider: 6 Streichquartette F-Dur, G-Dur, D-Dur, c-Moll, A-Dur und B-Dur op. 18. In: A. Riethmüller u. a. (Hrsg.): Beethoven. Interpretationen seiner Werke. Band 2, 2. Auflage. Laaber, 1996, S. 133–150.
- Marianne Danckwardt: Zu den Streichquartetten op. 18 von Ludwig van Beethoven. In: Franz Krautwurst (Hrsg.): Neues musikwissenschaftliches Jahrbuch. 6. Jahrgang, 1997, S. 121–161.